# Teatro Lorenzo Golfarelli
Il Teatro Lorenzo Golfarelli è un teatro situato a Civitella di Romagna, in provincia di Forlì-Cesena.

## Storia
La sala teatrale di Civitella venne costruita, a spese di Lorenzo Golfarelli, dal 1819 al 1824. Progettista fu l'ingegnere Giuseppe Missirini, autore anche dei progetti per il teatro di Meldola e per i teatri forlivesi da ubicarsi l'uno al secondo piano del Palazzo già Rossetti e l'altro nel Magazzino dell'Abbondanza. Questi due esempi di ristrutturazione architettonica non hanno trovato realizzazione, ma le tavole di progetto, conservate presso la biblioteca comunale di Forlì (Racc. Piancastelli), restano valida testimonianza dell'evoluzione architettonica dell'edilizia teatrale. Il progetto del Missirini, datato 1811, prevedeva la costruzione della cavea comprendente tre ordini di palchi, del foyer e del palcoscenico. Le decorazioni della volta, delle pareti e dell'arcoscenico erano costituite da stucchi, dorature e motivi floreali. Per ampiezza poteva contenere 600 persone e per eleganza era giudicato "convenientissimo al paese".
Venne inaugurato nel 1825 e dedicato a Napoleone Bonaparte per la presa di Mosca. 
Il 5 marzo 1970 il teatro fu fortemente danneggiato da un incendio, che causò il crollo del soffitto. In seguito è stato restaurato con criteri che ne hanno stravolto la tipologia originaria. Da lungo tempo il teatro, di proprietà privata, non svolse più la sua funzione originaria, anche se in seguito fu utilizzato dai ragazzi delle scuole per l'allestimento di spettacoli, oltre che per feste danzanti e saltuariamente attività espositive. 
Negli anni 2000 il teatro è stato acquisito da parte dell'amministrazione comunale, che ha provveduto al rifacimento del manto di copertura e dell'impermeabilizzazione, oltre ad avviare un piano di recupero.

## Architettura
La facciata è caratterizzata al primo piano da tre porte ad arco. Sopra queste, al secondo piano, si trovano tre finestre di cui quella centrale munita di balconcino. Una lapide ricorda Lorenzo Golfarelli e il progettista Giuseppe Missirini. La sala si compone di tre ordini di undici palchi, di cui il terzo costituisce il loggione. Un sistema di archi a sesto acuto regge la volta.